# Phylloscopus amoenus
Phylloscopus amoenus é uma espécie de ave da família Phylloscopidae.
Apenas pode ser encontrada nas Ilhas Salomão.
Os seus habitats naturais são: regiões subtropicais ou tropicais húmidas de alta altitude.
Está ameaçada por perda de habitat.